# Kümüsch-Asis
Kümüsch-Asis (kirgisisch Күмүш-Азиз) ist ein Dorf im Oblus Dschalal-Abad nahe der Stadt Dschalal-Abad in Kirgisistan. Es gehört zum Rajon Susak und ist Verwaltungssitz der Landgemeinde Yrys.

## Geographie
Kümüsch-Asis wird vom Kökart durchflossen.

### Klima
Das Klima ist subtropisch und semiarid, mit warmen Temperaturen (bis zu +42 °C) im Sommer. Der Herbst ist sommerlich warm und der Winter mit einer Durchschnittstemperatur von 0 °C mild. Die Luftfeuchtigkeit liegt vom Juli bis Oktober bei nicht mehr als 30 %, in den wärmeren Sommermonaten sogar noch niedriger. Der jährliche Niederschlag beträgt 460 mm. Die Entfernung von bedeutenden Ozeanen oder Meeren verursacht kontinentales Klima und Trockenheit. Die durchschnittliche Jahrestemperatur beträgt +13 °C. Im Juli beträgt die durchschnittliche Temperatur +25 bis +30 °C und −3 bis −5 °C im Januar.

## Infrastruktur
Die Infrastruktur ist in Kümüsch-Asis schlecht ausgebaut. Die Lage bessert sich jedoch langsam, so wurden alte hölzerne Strommasten aus dem Jahr 1965 durch neue ersetzt. Zuvor war die Stromversorgung unsicher. Im Dorf gibt es zwei Schulen.

## Bevölkerung
Quellen:
| Jahr | Einwohnerzahl |
| ---- | ------------- |
| 2009 | 4.302         |
| 2021 | 6.446         |